# Gregory John Keighery
Gregory John Keighery (1950) es un botánico y profesor australiano. Obtuvo su B.Sc. (Hons) en Genética Vegetal en la Universidad de Australia Occidental. Y estudió Biosistemática en "Kings Park and Botanic Garden" de 1974 a 1983. De 1983 a 1984 fue biólogo del Departamento de Pesca y Vida Silvestre. Y desde 1984 es científico de CALM.
Se desempeña en la biología de la flora de Australia, taxonomía de Liliaceae, Myrtaceae, Apiaceae, malezas de Australia Occidental. Y es Científico Principal del "Biodiversity Conservation Group" en la "División Ciencias".

## Algunas publicaciones
Keighery BJ, Keighery GJ, Webb A, Longman VM, Griffin EA (2008). A floristic survey of the Whicher Scarp. Department of Environment & Conservation, Perth. 272 pp.
Keighery G (2008). A new subspecies of Loxocarya striata (Restionaceae) from the Whicher Range. Western Australian Naturalist 26, pp. 139–145
Keighery G (2008). A new subspecies of Flaveria (Asteraceae) from Western Australia. Compositae Newsletter 46, pp. 20–26
Keighery G (2008). A new species of Lomandra (Lomandraceae) from the Whicher Range, Western Australia. Western Australian Naturalist 26, pp. 16–20
Keighery G (2008). Edgar Dell: November 28th 1901-April 18th 2008. Australian Systematic Botany Society Newsletter 135, pp. 11–13
Keighery G, Keighery B (2008). Less weeds, more natives: the Oxalis corniculata complex in Western Australia. Wildflower Society of Western Australia Newsletter 46 (1), pp. 31–32
Keighery G, Keighery B (2008). Hybridization, a threat to our native bluebells?. Wildflower Society of Western Australia Newsletter 46, pp. 17–18
Keighery G, Keighery B, Gibson N (2008). Floristics of reserves and bushland areas of the Whicher Scarp. 1, flora and vegetation of Dardanup forest block. Western Australian Naturalist 26, pp. 42–66
Keighery G, Muir W (2008). Vegetation and vascular flora of Faure Island, Shark Bay, Western Australia. Records of the Western Australian Museum. Supplement 75, pp. 11–19
Keighery GJ (2008). A new species of Rorippa (Brassicaceae) from southern Western Australia. Nuytsia 18, pp. 79–82
Keighery GJ (2008). Flora of Doman Reserve (13947), Harvey River. Department of Environment and Conservation, Woodvale, WA. 9 p.
Agar K, Bettink K, Brown K, Keighery G (2007). Saving our species: a major initiative for environmental weed management across Western Australia (ABSTRACT). In EMAPi9 : 9th International Conference on the Ecology and Management of Alien Plant Invasions: Program & Abstract Book, 17-21 September 2007, Hyatt Regency, Perth, Western Australia Congress West, Perth. p. 37
Brundrett M, Keighery G, Barrett R (2007). Biodiversity ho7tspots in WA: what, where and why? (POSTER ABSTRACT). In MedEcos XI: conference program, information & summary abstracts: the International Mediterranean Ecosystems Conference, Perth, Western Australia, Australia, Sunday 2-Wednesday 5 September 2007 Conference Organising Committee, Perth. pp. 50–51
Hussey BMJ, Keighery GJ, Dodd J, Lloyd SG, Cousens RD (2007). Western weeds: a guide to the weeds of the Western Australia. 2nd ed.. Weeds Society of Western Australia, Victoria Park. 294 p.
Keighery G, Keighery B (2007). The claws are out, Calothamnus (Myrtaceae): a cautionary tale. Western Australian Wildflower Society Newsletter 45(1), pp. 22–23
Keighery G, Keighery B (2007). Biology and weed risk of Euphorbia terracina in Western Australia. In Geraldton Carnation Weed (Euphorbia terracina): workshop and field day: proceedings from a Skills for Nature Conservation Workshop held at Naragebup Rockingham Regional Environment Centre (Inc.), Peron, Western Australia, Thursday 21 June 2007 Department of Environment & Conservation, Kensington, WA. pp. 1–6.
Keighery G, Keighery B (2007). Australian hollyhock by any other name. Western Australian Wildflower Society Newsletter 45(2), p. 22.
Keighery G, Keighery B (2007). Juncus in Western Australia (ABSTRACT). In Managing Sharp Rush (Juncus acutus): PowerPoint Presentations From the Workshop held at Wollaston College Conference Centre, Mt Claremont, Perth, Western Australia, viernes 4 de agosto de 2006 (CDROM) Dep. of Environment and Conservation, Kensington, WA. 13 slides
Keighery G, Keighery B (2007). Juncus acutus: where to in WA? (ABSTRACT). In Managing Sharp Rush (Juncus acutus): PowerPoint Presentations From the Workshop held at Wollaston College Conference Centre, Mt Claremont, Perth, Western Australia, viernes 4 de agosto de 2006 (CDROM) Dep. of Environment and Conservation, Kensington, WA. 6 digital slides
Keighery GJ (2007). Current and potential geophyte weeds of south-western Australia (ABSTRACT). In EMAPi9 : 9th International Conference on the Ecology and Management of Alien Plant Invasions: Program & Abstract Book, 17-21 de septiembre de 2007, Hyatt Regency, Perth, Western Australia Congress West, Perth. p. 21
Keighery GJ (2007). Discussion. In Managing Sharp Rush (Juncus acutus): proceedings of a workshop held at Wollaston College Conference Centre, Mt Claremont, Perth, Western Australia, Friday 4 de agosto de 2006 (ed V Longman). Department of Environment and Conservation, Kensington, WA. pp. 58–61
Keighery GJ, Gibson N, van Leeuwen S, Lyons MN, Patrick S (2007). Biological survey and setting priorities for flora conservation in Western Australia. Australian Journal of Botany 55, pp. 308–315
Keighery GJ, Keighery BJ (2007). Current status and potential spread of Juncus acutus. In Managing Sharp Rush (Juncus acutus): proceedings of a workshop held at Wollaston College Conference Centre, Mt Claremont, Perth, Western Australia, Friday 4 August 2006 (ed V Longman). Department of Environment and Conservation, Kensington, WA. pp. 26–37
Keighery GJ, Keighery BJ (2007). Native and naturalised Juncus in Western Australia. In Managing Sharp Rush (Juncus acutus): proceedings of a workshop held at Wollaston College Conference Centre, Mt Claremont, Perth, Western Australia, Friday 4 de agosto de 2006 (ed V Longman). Department of Environment and Conservation, Kensington, WA. pp. 9–18
Keighery GJ, Keighery BJ, Longman VM, Clarke KA (2007). The vegetation and vascular flora of System 6 recommendation C53 (Coolup Reserves) and adjacent bushland, Shire of Waroona : a report for Swan Bioplan, Department of Environment and Conservation, Western Australia. Department of Environment and Conservation, Woodvale, WA. 43 p.
Lyons MN, Keighery GJ (2007). A new species of Hypoxis (Hypoxidaceae) from saline wetland margins in Western Australia. Nuytsia 16, pp. 317–320
McKellar R, Abbott I, Coates D, Gioia P, Keighery G, Maslin B et al. [Williams M, Yates C] (2007). Detailed editorial review of 'The implications of climate change for land-based nature conservation strategies by Odile Pouliquen-Young and Peter Newman, Murdoch University, 1999': prepared for the Australian Greenhouse Office. Department of Environment and Conservation, Kensington, WA. 49 p.
Wege JA, Keighery GJ, Keighery BJ (2007). Two new triggerplants (Stylidium: Stylidiaceae) from the eastern margin of the Swan Coastal Plain, Western Australia. Nuytsia 17, pp. 445–451
- La abreviatura «Keighery» se emplea para indicar a Gregory John Keighery como autoridad en la descripción y clasificación científica de los vegetales.[1]